# Tony Denman
Anthony Richard "Tony" Denman (22 de octubre de 1979) es un actor estadounidense.

## Filmografía
Cine
- Little Big League (1994), Phil
- Angus (1995), Kid
- Fargo (1996), Scotty Lundegaard
- Go, Track suit guy
- Blast, Corn
- Poor White Trash (2000), Michael Bronco
- Wolf Girl (telefilme, 2001), Cory
- Sorority Boys (2002), Jimmy
- Dead Above Ground (2002), Bobby 'Monster' Mooley
- National Lampoon's Barely Legal (2003), Fred
- National Lampoon Presents Dorm Daze (2003), Newmar
- National Lampoon's Dorm Daze 2 (2006), Newmar
- Transylmania (2009), Newmar
- Madhouse Mecca (2018), Jarrod
- For The Love of Jessee (2020),	Sean Frazier

Televisión
- 7th Heaven, Guy - episodio "See You in September" (1997)
- Angel, Rieff - episodio "Hero" (1999)
- G vs E, Ben Smyth - varios episodios (1999-2000)
- Seven Days, Young Frank Parker - episodio "Buried Alive" (2000)
- Touched by an Angel, Ryan Dempsey - episodio "I Am an Angel" (2001)
- Judging Amy, Tim Laurence - episodio "Thursday's Child" (2002)
- King of the Hill, Sterno/Benji (voz) - 2 episodios (2003-2004)
- Naughty or Nice, The Cashier - telefilme (2012)
- Nixon's The One, Steve Bull - 2 episodios (2013)
- My Crazy Ex, Louie - episodio "Look Who's Stalking" (2015)
- Casual, Smoking Guy - episodio "Things to Do In Burbank When You're Dead" (2017)
- The 33rd: Sci-Fi Anthology, Marvin - episodio "Fear Itself" (2018)